# ギリェルメ・ペレイラ
ギリェルメ・ペレイラ（Guilherme Pereira、生年不詳 - 1603年）は、ポルトガルのイエズス会宣教師である。

## 経歴・人物
リスボンの生まれ。1556年（弘治2年）に当時ポルトガル領インドのイエズス会管区長を務めていたヌーネス・バレトやガスパル・ヴィレラらと共に来日する。これにより翌1557年（弘治3年）にイエズス会士となり、1598年（慶長3年）に離日するまで約30年間日本の津々浦々の布教活動や少年少女たちに教理教育に携わった。
同年に離日するが、翌々年の1600年（慶長5年）に再来日する。しかし滞日中の1603年（慶長8年）に肥前の有馬（現在は長崎県南島原市に所在）にて病気により死去した。